# Малий Гаврило Кирилович
Гаврило Кирилович Малий (1907, село Арнаутівка, тепер Кіровоградської області — ?) — український радянський діяч, новатор виробництва, майстер, начальник дільниці метизного цеху Кіровоградського заводу сільськогосподарського машинобудування «Червона Зірка». Депутат Верховної Ради УРСР 3—4-го скликань.

## Біографія
Народився в родині робітника.
У 1921—1925 роках — учень слюсаря артілі «Червоний виробничник» міста Єлисаветграда (тепер — міста Кропивницького).
У 1925—1941 роках — токар, майстер цеху Зінов'євського (Кіровоградського) заводу сільськогосподарського машинобудування «Червона Зірка».
Під час німецько-радянської війни перебував у евакуації.
З 1944 року — майстер механоскладального цеху, з 1947 року — майстер та начальник дільниці, старший майстер метизного цеху Кіровоградського заводу сільськогосподарського машинобудування «Червона Зірка» Кіровоградської області. Був ініціатором руху за комплексне використання внутрішніх резервів підприємства.

## Нагороди
- медалі
- значок «Відмінник соціалістичного змагання»